# Мост Росарио-Виктория
Мост Богоро́дицы Роса́рио (исп. Puente Nuestra Señora del Rosario), известный как мост Роса́рио-Викто́рия (исп. Puente Rosario-Victoria) — вантовый автомобильный мост через реку Парану, соединяющий города Росарио (провинция Санта-Фе) и Виктория (провинция Энтре-Риос), Аргентина. По мосту проходит национальная автодорога №174. За пересечение моста взимается плата.  

## История
Идея построить мост над Параной близ Росарио возникла ещё в начале двадцатого века. Проект был начат Анхелем Пьяджо, но так и не был осуществлен. К задумке вернулись в 1997 году, тогда же началось строительство, затянувшееся из-за финансовых проблем. Мост был открыт 22 мая 2003 года.

## Конструкция
- Вантовый мост длиной 608 м
- Западный виадук длиной 1122 м
- Восточный виадук длиной 2368 м
- Мосты в зоне островов длиной 8184 м